# Andreas Krüger (Architekt)
Andreas Krüger (* 12. Mai 1719 in Neuendorf bei Potsdam; † 1759 in Berlin) war ein deutscher Maler und Architekt.

## Familie
Krüger war Sohn des Gerichtsschulzen in Neuendorf. Als Nachfahre des Brandenburgischen Geschlechts Koppehele (von väterlicher Seite) war er dem Kreis der an der George Koppehl’schen Familienstiftung Genußberechtigten zugehörig. Er war Onkel und Lehrmeister von Andreas Ludwig Krüger, dem Stammvater der bedeutenden Potsdamer Architektenfamilie Krüger, deren letzter Spross, geheimer Baurat in Potsdam und Architekt der Potsdamer Erlöserkirche sowie des Gebäudes der Kaiserin-Augusta-Stiftung, 1917 verstarb.

## Leben

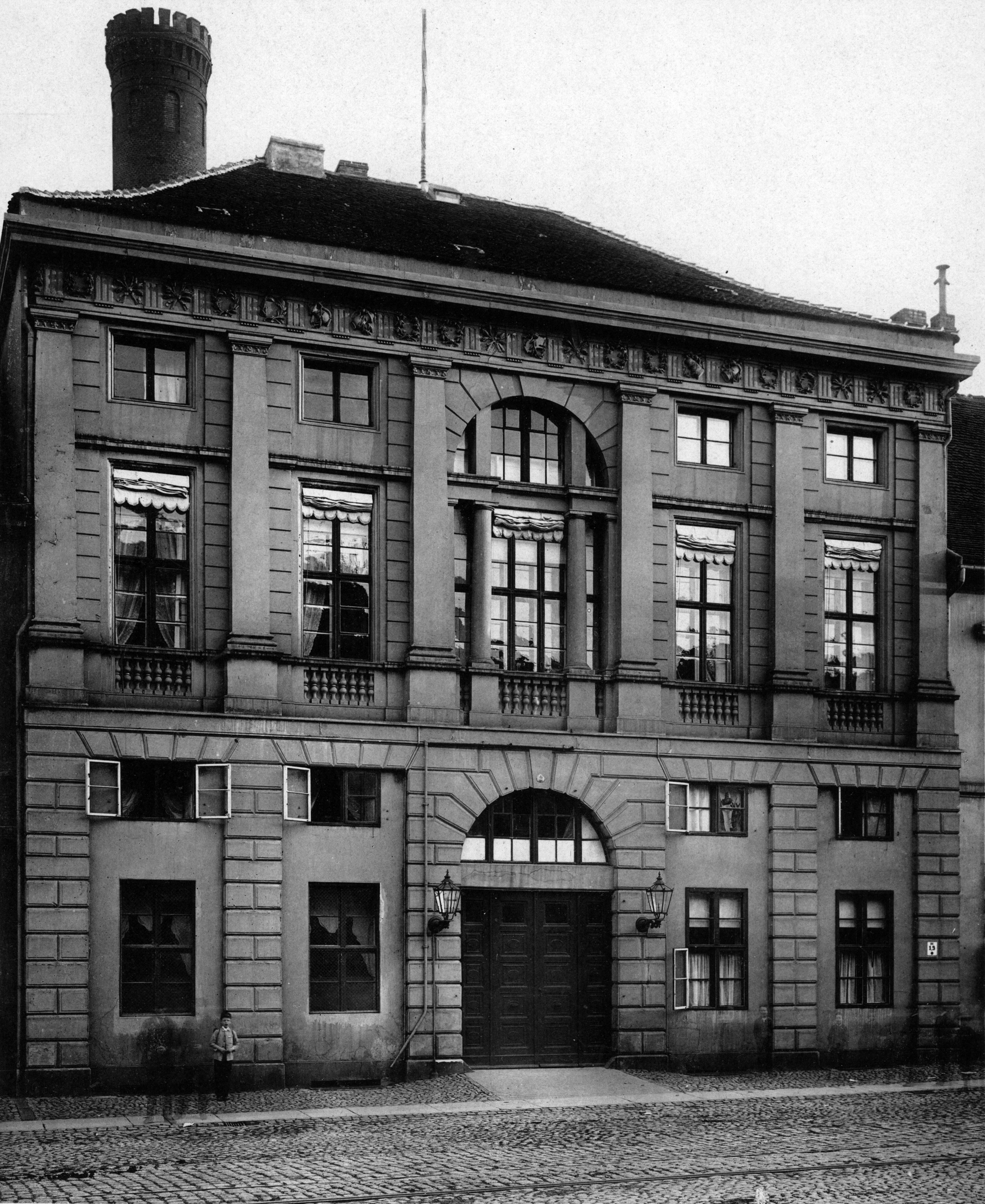
Das ehemalige Kraatz’sche Haus, Blücherüplatz 2 in Potsdam um 1890

Krüger erhielt eine Ausbildung als Zeichner und Maler bei dem Hofmaler Johann Adelfing, wandte sich dann aber der Architektur zu. Er arbeitete zuerst an der von Philipp Gerlach (1679–1748) entworfenen Potsdamer Garnisonkirche (1731–1735) und war am Ausbau der Berliner Friedrichstadt beteiligt. 1736 wurde er Baukondukteur bei der Preußischen Kriegs- und Domänenkammer und erhielt in der Folge zahlreiche Aufträge für Bauten in Berlin und Potsdam. Seit Mitte der 1740er Jahre arbeitete er mit Georg Wenzeslaus von Knobelsdorff, wahrscheinlich bei all seinen Potsdamer Bauten (gesichert: Arbeiten am Potsdamer Stadtschloss, dem Reitstall am Lustgarten (1746) und der Kaserne der Reitenden Leibgarde (1751), zusammen); über das genaue Ausmaß seiner Beteiligung besteht indes Unklarheit. Krüger hat möglicherweise auch zahlreiche Umbauten für Sophie Dorothea, die Mutter König Friedrichs II. von Preußen, an ihrer Sommerresidenz Schloss Monbijou in Berlin (zerstört) und am Schloss Oranienburg in die Wege geleitet. Das einzige große Gebäude Krügers, das bis zur schrittweisen Zerstörung in den Jahren 1945, 1950 und 1963 die Zeitläufe überdauert hatte, war das Niederländische Palais in Berlin (1752, Unter den Linden Nr. 36), stilistisch dem Palladianismus und mithin dem Stil Knobelsdorffs nahestehend. Es wurde bisweilen sogar die These von Knobelsdorffs Unselbständigkeit und dessen Abhängigkeit von Krügers Ideen vertreten (so z. B. von F. Nicolai 1786 und Manger 1789/90). Sein einziges erhaltenes Werk ist der Hochaltar der Berliner Marienkirche (1757–62), eine schlichte barocke Säulenkonstruktion aus Holz mit zwei seitlichen Durchgängen, vier Gemälden von Christian Bernhard Rode und einer Kreuzigungsszene (Stuckfiguren Christi mit dem Kreuz und zweier anbetender Engeln). Keines seiner Gemälde ist erhalten.

## Veröffentlichung
- Hans-Joachim Giersberg (Hrsg.): A. L. Krüger (Hrsg.): Abbildung der schönsten Gegenden und Gebäude, sowohl in als ausserhalb Potsdams. Faksimiledruck der von Andreas Ludwig Krüger 1779 und 1782 in zwei Folgen herausgegebenen 12 Radierungen mit Ansichten von Bauten in der Stadt Potsdam und im Park Sanssouci einschließlich der dazugehörigen beiden Texthefte, Generaldirektion der Staatlichen Schlösser und Gärten, Potsdam-Sanssouci 1979